# Carl Weber
Carl Weber  (Dortmund, 7 de agosto de 1925 - 25 de diciembre de 2016) es un director de teatro de Alemania, que fue profesor de drama en la Universidad de Stanford desde 1984. Fue el asistente de dirección de Bertolt Brecht, además de dramaturgo y actor de la Berliner Ensemble en 1952. Después del fallecimiento de Brecht en 1956, Weber se hizo cargo de la dirección de la compañía. Ha dirigido en muchos teatros de Alemania, Estados Unidos, Canadá, entre otros, desde 1957. También ha traducido al inglés a importantes dramaturgos alemanes, incluyendo a Peter Handke y Franz Xaver Kroetz, además de muchos volúmenes de la obra de Heiner Müller.